# كيفن كومبس
كيفن ريتشارد كومبس (30 مايو 1941 - 5 أكتوبر 2023) كان لاعب كرة سلة ورياضي أسترالي على الكراسي المتحركة شارك في 5 دورات أولمبية للمعاقين بما في ذلك أول دورة ألعاب بارالمبية في عام 1960. كان أول منافس بارالمبي من السكان الأصليين الأستراليين لأستراليا.